# PricewaterhouseCoopers
PricewaterhouseCoopers (PwC) est un réseau britannique d'envergure internationale d'entreprises spécialisées dans des missions d'audit, d'expertise comptable et de conseil privilégiant des approches sectorielles à destination des entreprises. Le sigle PwC fait référence au réseau PwC et/ou à une ou plusieurs de ses entités membres, dont chacune constitue une entité juridique distincte.
Le réseau est coordonné par une entité juridique de droit anglais, PricewaterhouseCoopers International Limited, basée à Londres au Royaume-Uni.
C'est l'un des quatre grands cabinets d'audit et de conseil (Big Four) avec Deloitte, Ernst & Young et KPMG. À travers le monde, PwC réalise un chiffre d'affaires de 53,1 milliards de dollars sur l'année fiscale 2023. Environ 364 000 personnes travaillent en réseau dans 151 pays. PwC définit sa raison d'être comme de « bâtir la confiance en notre société ».

## Histoire

### Origines
En 1849, le cabinet Price est fondé à Londres par Samuel Lowell Price. En 1854, le cabinet Cooper Brothers est fondé à son tour à Londres. En 1865, Edwin Waterhouse rejoint le cabinet Price qui devient Price Waterhouse.
Après la première guerre mondiale, Price Waterhouse s'établit en France pour accompagner la reconstruction du pays.
En 1957, Coopers & Lybrand International est créé par l’association de Cooper Brothers & Co (Royaume-Uni) avec Lybrand, Ross Bros & Montgomery (États-Unis) et McDonald, Currie & Co (Canada).

### Développement
En septembre 1997, Coopers & Lybrand et Price Waterhouse annoncent leur projet de rapprochement. En novembre, les associés des différentes activités membres de Coopers & Lybrand et de Price Waterhouse votent le principe de rapprochement dans les différents pays. En 1998, la Commission européenne autorise le rapprochement des deux entreprises.

### Années 2000
En 2001, à la suite de la chute d'Enron, la société scinde en deux ses activités de conseil et d'audit.
En octobre 2002, PricewaterhouseCoopers vend l’ensemble de sa branche conseil à IBM pour 3,9 milliards de dollars.
PwC reconstruit ses activités de conseils en procédant à différentes acquisitions. En 2009, PwC annonce l’acquisition de Paragon Consulting Group et Bearing Point.

### Années 2010
En 2010, PwC engage un cycle d’acquisitions en France et dans le monde.
En 2010, PricewaterhouseCoopers change son nom de marque et devient PwC.
En novembre 2010, le groupe PwC annonce l’acquisition de Diamond Management & Technology Consultants et de PRTM en août 2011. En 2012, la société a acquis Logan Tod & Co, expert en analyse de la data et de l’optimisation numérique et Ant’s Eye View, société de conseil en développement de stratégies et médias sociaux afin de développer les activités de PwC en matière de conseil en gestion de la relation client et l’engagement.
En novembre 2013, PwC annonce le rachat de Booz & Company, entreprise de conseil ayant un chiffre d'affaires de 1,1 milliard d'euros. À cette occasion, Booz & Company change de nom et devient Strategy&.
Dans les années 2010, PwC entreprend un important effort de renforcement des compétences de ses collaborateurs, notamment dans le domaine technologique. En 2019, le Président, Bob Moritz, indique que 3 milliards de dollars seront consacrés à ce chantier dans les quatre années à venir.

## Activités
PwC est organisé de façon matricielle, avec d’un côté trois groupes de métiers : conseil, activités juridiques et fiscales, audit et expertise comptable ; et de l’autre, des spécialistes organisés par secteurs d’activité (environ 25 secteurs au total).

### Conseil
Le pôle Conseil regroupe les activités de conseil en management, conseil en stratégie autour des enjeux de transformation digitale des entreprises et conseil en management.
Ces activités couvrent tous les secteurs d’activités et sont particulièrement représentées dans les services financiers, les biens de consommation et le luxe, l'aéronautique et la défense, l’énergie et le private equity.

### Activités juridiques et fiscales
Les activités juridiques et fiscales de PwC regroupent trois grandes spécialités du droit :
- Droit fiscal : fiscalité corporate, transactionnelle, patrimoniale, TVA-douanes, prix de transfert, gestion de la mobilité, fiscalité bancaire et financière, fiscalité immobilière
- Droit des affaires : fusions-acquisitions, droit des sociétés, droit commercial, concurrence distribution, droit bancaire & financier
- Droit social : droit du travail, restructurations, protection sociale, immigration, relations individuelles ou collectives.

À ces activités s'ajoute une offre de formation professionnelle en direction des entreprises.

### Audit et expertise comptable
PwC propose à ses clients des missions de préparation des comptes et d’établissement des déclarations fiscales, de mise en place de tableaux de bords, de préparation de reporting pour le groupe, d’accompagnement dans la relation avec les banques et les investisseurs, d’assistance auprès de services comptables lors de mise en place d’un ERP, de remplacement de chef comptable, d’établissement de comptes consolidés.

## Activité dans le monde

### Au Canada
PwC est responsable de la vérification des comptes du Parti libéral du Canada.

### PwC France et Maghreb.
Les activités du groupe PwC en France sont conduites par PwC France et Maghreb. PwC exerce des activités d’audit et de conseil juridique et fiscal en Afrique Francophone dans les pays suivants : Cameroun, Congo, Côte d’Ivoire, Gabon, Guinée Conakry, Guinée Equatoriale, Madagascar, République Démocratique du Congo et Sénégal. Au Maghreb, PwC est présent en Algérie, Maroc et Tunisie. Elle affiche un chiffre d’affaires de 1,04 milliard d'euros pour l'exercice 2018-2019, en hausse de 10 %. L'activité de conseil représente 358 millions d'euros, en hausse de 16 % ; l'expertise comptable représente 517 millions d'euros, en hausse de 7 % ; et le conseil juridique et fiscal représente 162 millions d'euros, en hausse de 6 %.
PwC France et Maghreb emploie 6 400 personnes dans 23 pays sous la forme d’entités légalement autonomes et indépendantes, toutes membres du réseau PricewaterhouseCoopers International Limited.
PwC en France compte aussi parmi ses clients :
- 15 sociétés du CAC40
- 38 sociétés du SB120
- 118 établissements de crédits
- 106 compagnies d'assurance et de réassurances, mutuelles et institutions de prévoyance.

La présence de PwC sur le territoire français se décline au travers des 24 bureaux structurés autour de 6 régions. PwC Société d'Avocats, le cabinet d’avocats d’affaires en France, membre du réseau international PricewaterhouseCoopers. En France, PwC Société d'Avocats regroupe environ 500 avocats et professionnels. En France, l’activité audit et expertise comptable affiche une croissance en 2018 (+4 %), atteignant 484 millions d’euros de chiffre d’affaires. En 2018, les revenus du pôle conseil étaient de 308 Millions d’euros en France, soit +7% de chiffre d’affaires.

#### Acquisitions
L'entreprise réalise une série d'acquisitions : Nealite en 2015, Datasio, IDRH et Ampersand en 2016, Marker Management Consulting en 2018, JAGGAER en 2021, Day One en 2022, bp2r, Pramana et Côté Corp.en 2023.

## Identité visuelle (logotype)

Logo de Coopers & Lybrand avant la fusion de 1998.
Logo de Price Waterhouse avant la fusion de 1998.
Logo de PricewaterhouseCoopers de 1998 à 2010.
Logo depuis 2010[6].

## Activité de lobbying

### Aux États-Unis
Selon le Center for Responsive Politics, les dépenses de lobbying de PwC aux États-Unis s'élèvent en 2018 à 5 570 000 dollars.

### Auprès des institutions de l'Union européenne
PricewaterhouseCoopers rétribue en 2017 le lobby Eutop, inscrit au registre de transparence des représentants d'intérêts auprès de la Commission européenne, pour un montant compris entre 300 000 et 400 000 euros.

## Mises en cause et controverses

### Inde
En 2009, en Inde, à la suite des confessions du dirigeant de Satyam qui avoua avoir détourné 1,47 milliard de dollars des caisses de son entreprise, sa société d'audit Price Waterhouse admet avoir été trompée par les faux documents produits par le management de Satyam. L'institut des comptables indiens met en évidence une série d'irrégularités dont Price Waterhouse serait responsable. En juin 2009, la SEBI (Securities and Exchange Board of India) appelle les acteurs économiques indiens à ne pas travailler avec Price Waterhouse.

### Luxembourg Leaks
En 2014, le consortium international des journalistes d'investigation ICIJ révèle que PwC a conclu entre 2008 et 2010 avec l'administration fiscale luxembourgeoise pour le compte de ses clients internationaux plus de 340 accords fiscaux préalables très avantageux leur permettant de pratiquer de l'optimisation fiscale que certains peuvent considérer comme agressive, mais qui reste légale en droit national et international. L'ICIJ a publié des copies de ces documents sur un site internet librement accessible au public.

### Controverse des enveloppes aux Oscars 2017
En 2017, le cabinet PwC est chargé de la remise des prix lors de la 89e cérémonie des Oscars du cinéma. Les remettants de l'Oscar majeur, celui de meilleur film, Faye Dunaway et Warren Beatty, annoncent vainqueur le film « La La Land », le grand favori, après avoir reçu une mauvaise enveloppe. Quelques minutes plus tard, tandis que les producteurs du film concluent leurs discours de remerciement, Jordan Horowitz, le producteur de La La Land, revient au micro sur la scène du Dolby Theatre et annonce que Moonlight, le principal outsider, est le « vrai vainqueur » !
 Il s'agit de la première erreur de ce type dans l'histoire de cet Oscar (en 1964, Sammy Davis Jr. lit le mauvais vainqueur pour la meilleure musique de film, après avoir reçu, déjà, la mauvaise enveloppe).
PricewaterhouseCoopers présente ensuite les excuses suivantes : « Nous présentons nos sincères excuses à Moonlight, La La Land, Warren Beatty, Faye Dunaway et aux spectateurs de la cérémonie des Oscars pour l'erreur qui s'est produite durant l'annonce du prix du meilleur film ».
Malgré cet incident PwC a conservé son contrat avec l’Académie des Oscars.

### Chine
En 2024, PwC est interdit d'activités durant six mois dans ce pays et se voit infliger une amende de 441 millions de yuans (62,2 millions de dollars) en raison d'inexactitudes majeures dans les états financiers d’Evergrande Real Estate à l'occasion l’audit dont il avait la charge. PwC reconnait que ses auditeurs ont appliqué des normes « inacceptablement inférieures » aux standards.

### Autres mises en cause et controverses
- En août 2014, les services de régulation financière de New-York infligent une amende de 25 millions de dollars à PWC pour avoir aidé la banque de Tokyo-Mitsubishi à maquiller des transactions datant de 2008 vers des pays sous embargo international[33].

- En novembre 2014, l'ICIJ dévoile que PWC aurait fait une erreur comptable de 335 millions de dollars dans les comptes de Tesco[34].

- En mars 2015, la ville de Los Angeles porte plainte contre PWC, après que la ville a confié le système de facturation de son département eau et énergie (water and power) à PWC qui garantissait 100 % de réussite. La gestion de la facturation a été bâclée, et la ville de Los Angeles estime à 70 millions de dollars les pertes liées à cette mauvaise gestion[35].

- Fin septembre 2020, PwC est auditionné devant la commission des sanctions du Haut Conseil du commissariat aux comptes (H3C) au sujet de l'affaire de la Financière Turenne Lafayette, société mère de Madrange dont PwC a audité les comptes de 2008 à 2016. Il y avait eu des fausses factures à hauteur de 300 millions d'euros[36]. PwC Audit écope d'une amende de 50 000 euros. Le cabinet décide alors de former un recours devant le Conseil d'Etat qui aggrave finalement la peine prononcée : PwC Audit est condamné à une amende de 300 000 euros[37].

- Dans le cadre de la guerre en Ukraine, PwC à Chypre s'est fortement impliqué dans le transfert hors de Russie de 1,4 milliard de dollars de fonds d'Alexey Mordashov, un industriel russe, alors que l’oligarque venait d'être ajouté par l'Europe à la liste des Russes sous sanctions[38].